# 岩堂山
岩堂山（いわどうやま）は、神奈川県三浦市にある山。国土地理院の地形図に記載されている山としては神奈川県で最も低い。

## 地理
三浦市の南部、三浦半島の端に位置する。周辺に広がる台地の南端にあり、山頂から南側の斜面は海沿いの崖までつづくなだらかな斜面になっている。中央を道路が通っており、三角点のある西側と、八雲神社のある東側にピークが分かれている。単に「岩堂山」という場合は、三角点のある西側をいう場合が多いが、最高点は三角点ではなくそのやや東にあり、その標高は航空レーザー測量によると86.8mである。
なお、神奈川県内では「最も低い山」であり、同時に三浦市内では「最も高い山」でもあるものの、三浦市最高地点は三崎町小網代字丸畑の88.4mである（航空レーザー測量による）。岩堂山は、「山」という名こそあるが、「山」というイメージとは異なり、山頂付近まで畑が広がり、周辺となんら変わらない土地利用がされている。山頂付近には二等三角点「毘沙門」が設置されているが、これも畑の真ん中にある。
岩堂山から剣崎までの一帯は剣崎・岩堂山近郊緑地保全区域に指定されている。

## 登山
三浦市街地（三崎）からアクセスする場合、街の東端にある「宮川町」から延びる舗装道路を登っていくことになる。特に案内図などはないが、海とは反対方向に小高い場所が見えるので、そこに向かって道沿いに進めばよい。所要時間は三崎市街地から徒歩1時間ほど。京浜急行バス「海35系統」を利用する場合、大乗バス停から徒歩10分ほどで到達する。
山頂にはピークの北側までまわりこみ、舗装道路から山側にそれる砂利道を登っていく。「山」というよりは「丘」と表現したほうがよさそうな地形ではあるが、周囲にさえぎるものが無く、三崎の町並みや城ヶ島、宮川公園の風車が一望できる。
なお、山の北側は台地と谷が入り組んだ地形で、標高も山頂とあまり変わらないため、山の北側にある環境センター（清掃工場）脇の道からのアクセスはほとんど「登る」という体裁をなさない。

## 歴史

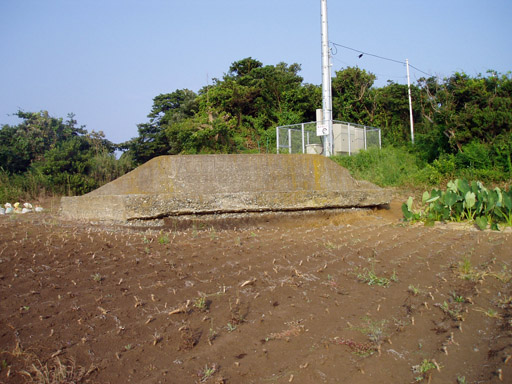
三崎砲台観測所の遺構

明治時代に入ると三浦半島全域は要塞化（東京湾要塞）され、岩堂山山頂にも三崎砲台の観測所が設置された（砲台跡は山の北東1km ほど離れた場所にある）。三崎砲台は第二次世界大戦の頃には廃止されているが、現在も山のいたるところにその遺構を見ることができる。